# 泰勒·汉密尔顿
泰勒·汉密尔顿（英語：Tyler Hamilton，1971年3月1日—），美国职业公路自行车运动员，出生于马萨诸塞州马布尔黑德。
2012年，承認2004年雅典夏季奧林匹克運動會自行車比賽個人計時賽時使用禁藥，並退還其金牌。